# Tour de France à la voile 2018
 (juillet 2018).
Si vous disposez d'ouvrages ou d'articles de référence ou si vous connaissez des sites web de qualité traitant du thème abordé ici, merci de compléter l'article en donnant les références utiles à sa vérifiabilité et en les liant à la section « Notes et références ».
Navigation
2017 2019
Le Tour de France à Voile 2018 est le 41e Tour de France à la voile.

## Equipages
En 2018, les 26 équipages qui concourent sont ainsi répartis :
- 17 français, 3 suisses, 2 omanais, 2 européens, 1 belge et 1 néerlandais.
- 10 concourent pour le classement général Pro, 5 pour le classement Amateur et 11 pour le classement Jeune.
- 2 équipages 100% féminin : La Boulangère skippé par Mathilde Géron et Sophie de Turckheim, et Helvetia Purple by Normandy Elite Team skippé par Pauline Courtois

## Parcours et déroulement de la compétition
Le Grand Départ est donné le 6 juillet 2018 à Dunkerque et la Grande Arrivée se tient le 22 juillet 2018 à Nice.

La course est composée de 7 actes de deux jours (excepté pour le Grand Départ qui comportent trois jours).
| \| Dunkerque Dieppe Barneville-Carteret Baden Gruissan Hyères Nice \| Localisation des villes étapes du TFV 2018. |
| Dunkerque Dieppe Barneville-Carteret Baden Gruissan Hyères Nice                                                   |

## Vainqueurs d'étapes
| Acte | Date            | Ville               | Type           | Vainqueur Team                      | Vainqueur Skipper                    |
| ---- | --------------- | ------------------- | -------------- | ----------------------------------- | ------------------------------------ |
| 1.1  | ven. 6 juillet  | Dunkerque           | Stade Nautique | Team Réseau Ixio                    | Sandro Lacan                         |
| 1.2  | sam. 7 juillet  | Dunkerque           | Stade Nautique | Beijaflore                          | Valentin Bellet                      |
| 1.3  | dim. 8 juillet  | Dunkerque           | Stade Nautique | Team Réseau Ixio                    | Sandro Lacan                         |
| 2.1  | lun. 9 juillet  | Dieppe              | Raid côtier    | Beijaflore                          | Valentin Bellet                      |
| 2.2  | mar. 10 juillet | Dieppe              | Stade Nautique | Beijaflore                          | Valentin Bellet                      |
| 3.1  | jeu. 12 juillet | Barneville-Carteret | Raid côtier    | Lorina Mojito - Golfe du Morbihan   | Solune Robert et Riwan Perron        |
| 3.2  | ven. 13 juillet | Barneville-Carteret | Stade Nautique | Lorina Limonade - Golfe du Morbihan | Quentin Delapierre                   |
| 4.1  | sam. 14 juillet | Baden               | Raid côtier    | Beijaflore                          | Valentin Bellet                      |
| 4.2  | dim. 15 juillet | Baden               | Stade Nautique | Lorina Limonade - Golfe du Morbihan | Quentin Delapierre                   |
| 5.1  | mar. 17 juillet | Gruissan            | Raid côtier    | Lorina Limonade - Golfe du Morbihan | Quentin Delapierre                   |
| 5.2  | mer. 18 juillet | Gruissan            | Stade Nautique | #SailingArabia powered by Oman Sail | Thierry Douillard et Stevie Morrison |
| 6.1  | jeu. 19 juillet | Hyères              | Raid côtier    | Lorina Limonade - Golfe du Morbihan | Quentin Delapierre                   |
| 6.2  | ven. 20 juillet | Hyères              | Raid côtier    | Beijaflore                          | Valentin Bellet                      |
| 7.1  | sam. 21 juillet | Nice                | Stade Nautique | Team Réseau Ixio                    | Sandro Lacan                         |
| 7.2  | dim. 22 juillet | Nice                | Stade Nautique | CER 2 Ville de Genève               | Victor Casas                         |

## Classement final
| Pos. | Team                                  | Skipper                               | Points |
| ---- | ------------------------------------- | ------------------------------------- | ------ |
| 1    | Lorina Limonade - Golfe du Morbihan   | Quentin Delapierre                    | 752    |
| 2    | Beijaflore                            | Valentin Bellet                       | 744    |
| 3    | Team Réseau Ixio                      | Sandro Lacan                          | 733    |
| 4    | #SailingArabia powered by Oman Sail   | Thierry Douillard et Stevie Morrison  | 708    |
| 5    | Lorina Mojito - Golfe du Morbihan     | Solune Robert et Riwan Perron         | 702    |
| 6    | Cheminées Poujoulat                   | Bernard Stamm                         | 693    |
| 7    | CER 2 Ville de Genève                 | Victor Casas                          | 685    |
| 8    | Vivacar.fr                            | Matthieu Souben                       | 678    |
| 9    | Team France Jeune                     | Baptiste Hulin                        | 665    |
| 10   | Dunkerque Voile                       | Clément Meister                       | 657    |
| 11   | Homkia - Nil - Les Sables d'Olonne    | Emeric Dary                           | 633    |
| 12   | Team Oman Sail                        | Pierre Le Clainche                    | 628    |
| 13   | La Boulangère                         | Mathilde Géron et Sophie de Turckheim | 595    |
| 14   | Saint-Malo / SNBSM                    | Antoine Ferrec                        | 591    |
| 15   | Pink Lady - Pays de l'Or - Hérault    | Pieter Tack                           | 579    |
| 16   | Team Ocewood #WaterFamily             | Benjamin Dutreux                      | 553    |
| 17   | Hevetia Blue by Normandy Elite Team   | Aurélien Pierroz                      | 549    |
| 18   | Hevetia Purple by Normandy Elite Team | Pauline Courtois                      | 526    |
| 19   | West Team - UNB - Ecole Navale        | Félix Pruvot                          | 513    |
| 20   | Yacht Club de Saint-Lunaire           | Damian Michelier                      | 506    |
| 21   | Batistyl Habitat                      | Cyrille Legloahec                     | 503    |
| 22   | Toulon Provence Méditerranée          | Maxime Blondeau                       | 500    |
| 23   | CER 1 Ville de Genève                 | Nelson Mettraux                       | 481    |
| 24   | Maisons France Confort                | Basile Bourgnon                       | 481    |
| 25   | Be.Brussels - Caraïbos                | Olivier Gagliani                      | 436    |
| 26   | Delft Challenge                       | Xander Van Beurden                    | 415    |